# Комесар је добричина (ТВ филм)
„Комесар је добричина” је југословенски ТВ филм из 1964. године. Режирао га је Јован Коњовић а сценарио је написао Мирослав Караулац по делу Жоржа Кортлајна.

## Улоге
| Глумац                  | Улога |
| ----------------------- | ----- |
| Михајло Бата Паскаљевић |       |
| Славко Симић            |       |
| Ружица Сокић            |       |